# Кристофер Молтисанти
Кристофер Молтисанти (англ. Christopher Moltisanti, сокращённо — Крис или Крисси) — персонаж, один из главных героев криминально-драматического телесериала канала HBO «Клан Сопрано». Был протеже Тони Сопрано и членом «семьи» ДиМео.

## Биография
Кристофер родился в семье Ричарда «Дики» Молтисанти и Джоанн Бландетто. Его отец был солдатом в «семье» ДиМео и был убит, когда Крис ещё был ребёнком. Тони Сопрано в чём-то заменял Кристоферу отца.
Тони доверял Кристоферу больше, чем другим членам «семьи» и возлагал на него такие деликатные дела, как, например, избавление от тел враждебных Тони капо Ричи Априла и Ральфа Сифаретто. Также Кристофер был буфером между Тони и солдатами для отвлечения внимания ФБР.
Кристофер имел вспыльчивый характер, склонность к насилию и необдуманным поступкам. Быстрое продвижение в «Семье» привело к ухудшению отношений с Сильвио Данте, Патси Париси и Поли Галтиери. У него серьёзные проблемы с наркотиками, что привело его в конце концов в реабилитационную клинику, куда его поместили родственники и невеста. Кристофер также любил дорогие машины, у него были Lexus LS400, Mercedes CLK 430, Land Rover Range Rover, Hummer H2, Maserati Coupé и он погиб, попав в автокатастрофу на Cadillac Escalade.
Коронной фразой Кристофера была: «Извини, Ти!» — «I’m sorry, T!» («Ти» — это уменьшительное от Тони) из-за его безответственных поступков, которых у него было намного больше, чем у других в «Семье».

### Первый сезон
Кристофер стал мафиози, чтобы прославиться (он гордился, когда увидел своё имя в газете среди других мафиози) и быстро вступить в «организацию». Он убил Эмиля Колара, чтобы уладить положение «Семьи», но Пусси Бомпансиеро убедил его в том, что исчезновение произведёт больше эффекта и отведёт «Семью» от расследования убийства. Это убийство часто преследовало Кристофера во снах, и он дважды прятал труп Колара в другом месте.
Официальной работой Кристофера была должность сотрудника по безопасности в местном профсоюзе.

## Отношения и семья
Долгие годы Кристофер встречался с Адрианой Ла Сервой, племянницей Ричи Априла. Крисси увлекался киноискусством, пытался писать сценарии, ради чего купил ноутбук, за которым провёл не одну ночь, но у него ничего не получалось. Адриана сделала Кристоферу подарок, записав его на уроки сценарного мастерства, где, по её мнению, Кристофер мог профессионально расти. На этих курсах Кристофер весьма успешно себя проявил как актёр. Когда Тони Сопрано узнал о курсах, он потребовал от Кристофера сделать выбор: или работать на него, или продолжать в киноиндустрии. Кристофер выбрал Тони.
Кристофер и Адриана вместе увлекались выпивкой и наркотиками, но в отличие от Кристофера, Адриана знала меру, что помогло ей не стать зависимой. Иногда Кристофер её бил, за что получил выговор от Ричи Априла. Ричи сказал, что пока Кристофер не женился на ней, пусть держит руки при себе, иначе он, Ричи, примет меры. После очередной ссоры Адриана ушла от Кристофера к матери. Кристофер пришёл за ней, и, несмотря на недовольство матери, Адриана вернулась к Кристоферу. Он сделал ей предложение, и они объявили о своей помолвке.
За долги «семье» отошёл небольшой клуб, который Кристофер подарил Адриане, сказав, что он теперь её, и она будет решать, что с ним делать. Адриана переименовала клуб в «Бешеную лошадь» и сменила имидж клуба. Впоследствии в этом клубе члены «семьи» проводили совещания.
ФБР подсадило к Адриане агента, молодую девушку, которая должна была втереться в доверие. Через Адриану агенты намеревались выведать всякое о Кристофере и Тони. Вскоре результаты были достигнуты, Адриана и Кристофер на глазах у агента, в здании клуба, принимали наркотики, что и предъявили Адриане, когда её «приняли», пригрозив её посадить и отобрать бизнес. В случае если Адриана добудет нужные данные о Тони Сопрано, они пообещали, что позаботятся о её безопасности и безопасности Кристофера. Опасаясь последствий Адриана никому ничего не рассказала и начала сливать агентам всякую мелочёвку. Двойная жизнь отразилась на здоровье, пищеварительная система дала сбой, отчего ей пришлось долгое время принимать лекарства.
До Кристофера Адриана встречалась с другим молодым человеком, от которого она забеременела и сделала аборт, от последствий которого она больше не могла иметь детей. Когда Кристофер узнал об этом он разозлился и ушёл из дома. Но потом, после разговора с друзьями из Бинга, он изменил своё мнение и вернулся.
Зависимость Кристофера от наркотиков была всё больше, а последствия хуже. Кристофер стал очень невнимательным, и после укола сел на собачку Адрианы, задавив её. После очередных побоев Адриана попросила Тони вмешаться в ситуацию. Кристофера определили в клинику для лечения от зависимости, а Тони пригрозил Крисси, что если тот не возьмётся за ум, то это будет его последней ошибкой в этой жизни.
Однажды Адриана стала свидетелем убийства, которое совершил в здании её клуба одним из её драг-дилеров. Узнав об этом ФБР потребовало от неё надеть микрофон и выведать уже что-нибудь поважнее, Адриана выторговала время на размышления и по приезде домой рассказала обо всём Кристоферу. Узнав обо всём, Крисси чуть не задушил её, но в последний момент сдержался. Адриана просила его уехать сейчас же, пока есть время. Кристофер сказал, что сходит за сигаретами и подумает, как им выпутаться из этой ситуации, и чтобы она пока сидела дома. Спустя некоторое время Адриане позвонил Тони и сообщил, что Крисси хотел покончить с собой, сказал, что за ней едет Сил, и что Тони ждёт их в больнице. Сильвио отвёз Адриану в лес и убил. Всем сообщили, что Адриана собрала вещи и бросила Кристофера, разбив ему сердце. А Кристофер после этих событий впал в депрессию и втайне снова начал принимать наркотики.
Спустя некоторое время после этих событий одна из девушек Кристофера сказала, что случайно забеременела, просила простить её и обещала сделать аборт. Кристофер запретил ей это делать и предложил выйти за него. Келли родила Кристоферу дочь Кейтлин.
Позже Тони и Крисс были на встрече с Филом Леотардо (одним из лидеров нью-йоркской мафии). На обратном пути Крисс был за рулём под «кайфом», вследствие чего Крисс и Тони разбились на машине. Вопреки расхожему мнению, никакое дерево Кристоферу живот не протыкало. У Криса были переломаны рёбра подушками безопасности, так как он не был пристёгнут. Сопрано попытался вытащить Крисси, но после признания Молтисанти в том, что он не пройдёт тест на наркотики, пришёл в ярость. Посмотрев в момент признания назад, Тони увидел, что детское автокресло на заднем сидении раздавила тяжёлая ветка. Поняв, что ветка могла изувечить младенца, если бы тот был в машине в детском кресле, Тони выбил стекло водительской двери и зажал нос захлёбывавшемуся в собственной крови Кристоферу, задушив его. Впоследствии Тони оправдывает (перед собой в основном) убийство Молтисанти тем, что наркозависимость Крисси доставляла слишком много хлопот.

## Убийства или возможные убийства, совершенные Кристофером или при его содействии
- Эмиль Колар: убит Крисом выстрелом в голову из-за спора между Barone Sanitation (компанией Тони) и Kolar Bros. Санитарные работы по контрактам на утилизацию отходов в подсобном помещении магазина свинины Satriale. (1998)
- Майкл «Майки Грейф Бэг» Палмиси: убит выстрелом в грудь Крисом и Поли за сговор с целью убийства Тони с Джуниором и за убийство Брендана Филоне, друга Кристофера. (1999)
- Шон Гисмонте: застрелен Крисом в целях самообороны после того, как он и его коллега Мэтью Бевилаква попытались убить его. (2000)
- Карло Ренци: застрелен Крисом в голову при самообороне во время ограбления во время игры в покер. (2001)
- Дино Дзерилли: застрелен Крисом и Альбертом Барезе после того, как Дзерилли и Джеки-младший застрелили Саншайн и ранили Фурио Джунту во время ограбления во время игры в покер. (2001)
- Лейтенант полиции Барри Хайду: Казнен Крисом в своем доме после того, как Тони сообщил Крису, что Хайду был тем человеком, которого Джилли Руфало много лет назад наняла для убийства отца Криса. (2002)
- Дж. Т. Долан: Застрелен в голову нетрезвым Крисом после того, как Долан упорно отказывался слушать личные проблемы Кристофера и воскликнул: «Крис, ты в мафии!» (2007)

На протяжении всего сериала Кристофер помог избавиться от нескольких человек, убитых другими людьми, в основном Тони.
- Джеймс «Джимми» Алтьери: заманиваемый Кристофером на верную смерть, пуля в затылок, любезно выпущенная Сильвио Данте. Крисси помог Сильвио избавиться от трупа (или, по крайней мере, перевезти его), поскольку он следовал приказу Сильвио «достать тележку с пианино», чтобы перевезти тело Джимми. (1999)
- Ричи Априле: Упакован, унесен и зарезан в подвале «Сатриале» по просьбе Тони после того, как был застрелен Дженис Сопрано за то, что ударил её. (2000)
- Трейси: Ральф Чифаретто забил стриптизершу до смерти; Сильвио сказал Кристоферу «принести простыню» из стрип-клуба, чтобы прикрыть её труп. (2000)
- Валерий: Возможно, жив, но Поли выстрелил ему в голову в лесу, когда Крис и Поли преследовали его. (2001)
- Ральф Чифаретто: обезглавливание и отрубание рук тесаком. Кристофер поместил голову и руки в мешок для боулинга, который впоследствии помог Тони избавиться от мешка и тела Ральфа. Тони избил Ральфа и задушил его до смерти. (2003)
- Креденцо Кертис и Стэнли Джонсон: После освобождения из программы реабилитации от наркотиков Eleuthera Тони поручил Кристоферу нанять пару убийц, чтобы устранить нью-йоркского босса Кармайна Лупертацци-старшего по просьбе Джонни Сака. Он выбирает Кертиса и Джонсона, двух афроамериканцев из Ирвингтона, которые, по его мнению, могли бы хорошо обставить дело как угон автомобиля. Когда Тони приходит к соглашению с Кармайном и отменяет покушение, Кристоферу дается новое задание — устранить двух наемных работников. Он встречается с наемными убийцами на парковке и дает им деньги за убийство, которого так и не произошло. Бенни Фацио и Пити Лароза застают врасплох двух наемных убийц, когда те внезапно появляются и стреляют в них прямо в машине. (2003)
- Рауль: Кристофер бросил в него кирпичом, а затем Поли выстрелил в него. (2004)
- «Черный» Джек Массароне: Кристофер вызвался нанести удар по Массароне после того, как Тони заподозрил «Черного Джека» в ношении провода под шляпой; неясно, кто убил Массароне позже в эпизоде, но есть веские доказательства того, что Молтисанти был непосредственно ответственен за это. (2004)
- Адриана Ла Черва: Как только она призналась Кристоферу, что была информатором ФБР, разгласив важную информацию о преступной семье ДиМео, преданность Кристофера Тони оказалась сильнее, чем его любовь к Адриане. Хотя он и не принимал непосредственного участия в нападении (оно было совершено Сильвио Данте — см. Статью об Адриане Ла Серва), Кристофер припарковал машину Адрианы (после того, как выбросил чемодан, который он набил её вещами и одеждой) на «Долгосрочной стоянке» аэропорта в попытке создать видимость того, что она сбежала. (2004)
- Тедди Спиродакис: Крис попросил Юджина Понтекорво оказать ему услугу и убить Спиродакиса в обмен на то, что Крис замолвит словечко перед Тони по поводу ухода Юджина из Семьи. (2006)
- Расти Миллио: Организовал тайное убийство по приказу Тони через неаполитанских киллеров Каморры в качестве одолжения Джонни Сэку. (2006)